# Temple (Métro Paris)

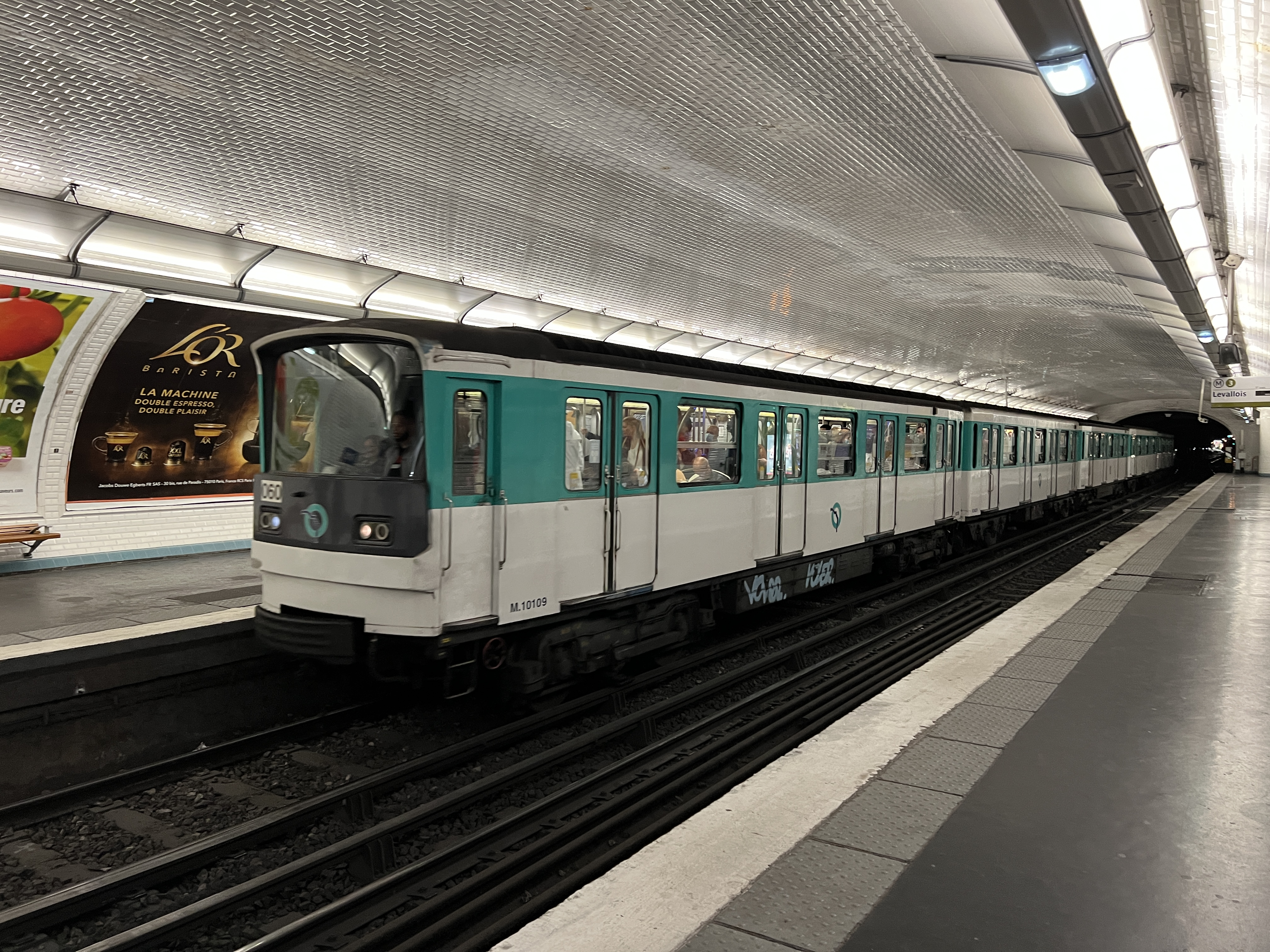
Einfahrender Zug der Baureihe MF 67

Temple [tɑ̃pl(ə)] ist eine unterirdische Station der Linie 3 der Pariser Métro.

## Lage
Der U-Bahnhof Temple befindet sich im Quartier des Arts et Métiers des 3. Arrondissements von Paris. Er liegt längs unter der Rue de Turbigo.

## Name
Namengebend ist die Rue du Temple, in die die Rue de Turbigo am nordöstlichen Stationsende an der Place Élisabeth-Dmitrieff mündet. Nahe der Straße lag um das 13. Jahrhundert herum ein befestigter Ort der Tempelritter (fr: Chevaliers du Temple).

## Geschichte und Beschreibung

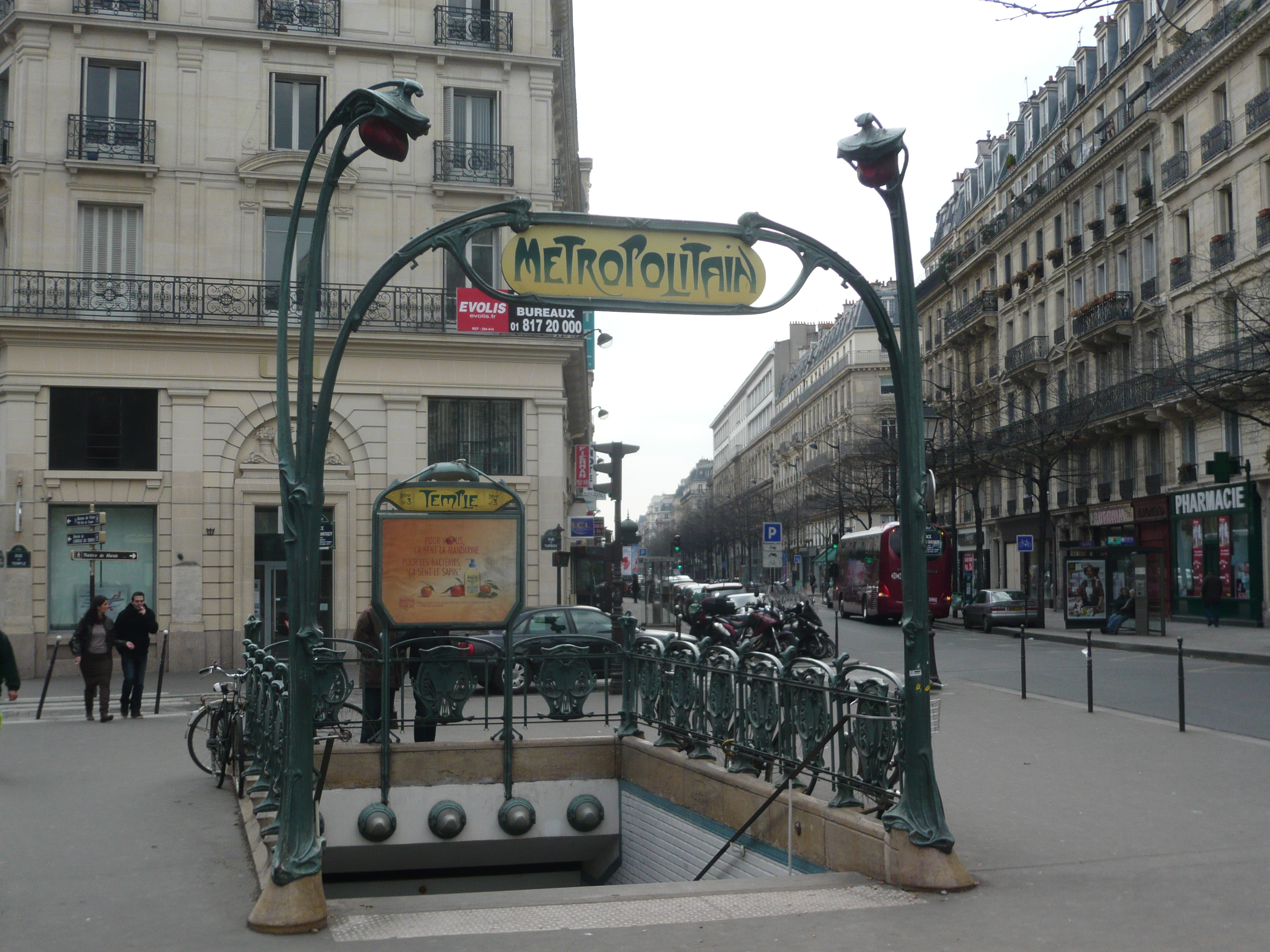
Von Hector Guimard gestalteter einziger Zugang

Am 19. Oktober 1904 wurde die Station mit der Eröffnung der Linie 3 in Betrieb genommen. Diese wurde damals auf ihrem ersten Abschnitt von Villiers nach Père Lachaise dem Verkehr übergeben.
Die Station hat die Form eines elliptischen Gewölbes, die Seitenwände folgen der Krümmung der Ellipse. Dem ursprünglichen Pariser Standardmaß entsprechend ist sie 75 Meter lang und weist zwei Seitenbahnsteige an zwei Streckengleisen auf. Die Decke und die Seitenwände sind weiß gefliest, zur Verbesserung der Lichtverhältnisse sind die Keramikfliesen abgefast.
Der einzige Zugang befindet sich an der Place Élisabeth-Dmitrieff; er wurde von Hector Guimard entworfen und steht unter Denkmalschutz.

## Fahrzeuge
Als Folge des Unfalls im Bahnhof Couronnes wurde die Linie 3 von Anfang an mit Fahrzeugen ausgestattet, die auf Drehgestellen liefen. Die Fünf-Wagen-Züge bestanden aus drei Trieb- und zwei Beiwagen. Sie wurden später durch Sprague-Thomson-Züge ersetzt, die dort bis 1967 verkehrten. In jenem Jahr erhielt die Linie 3 als erste die neue, klassisch auf Stahlschienen laufende Baureihe MF 67. Diese Züge sind dort im Jahr 2024 nach wie vor im Einsatz, ab 2028 sollen sie von Zügen der Baureihe MF 19 abgelöst werden.

## Umgebung

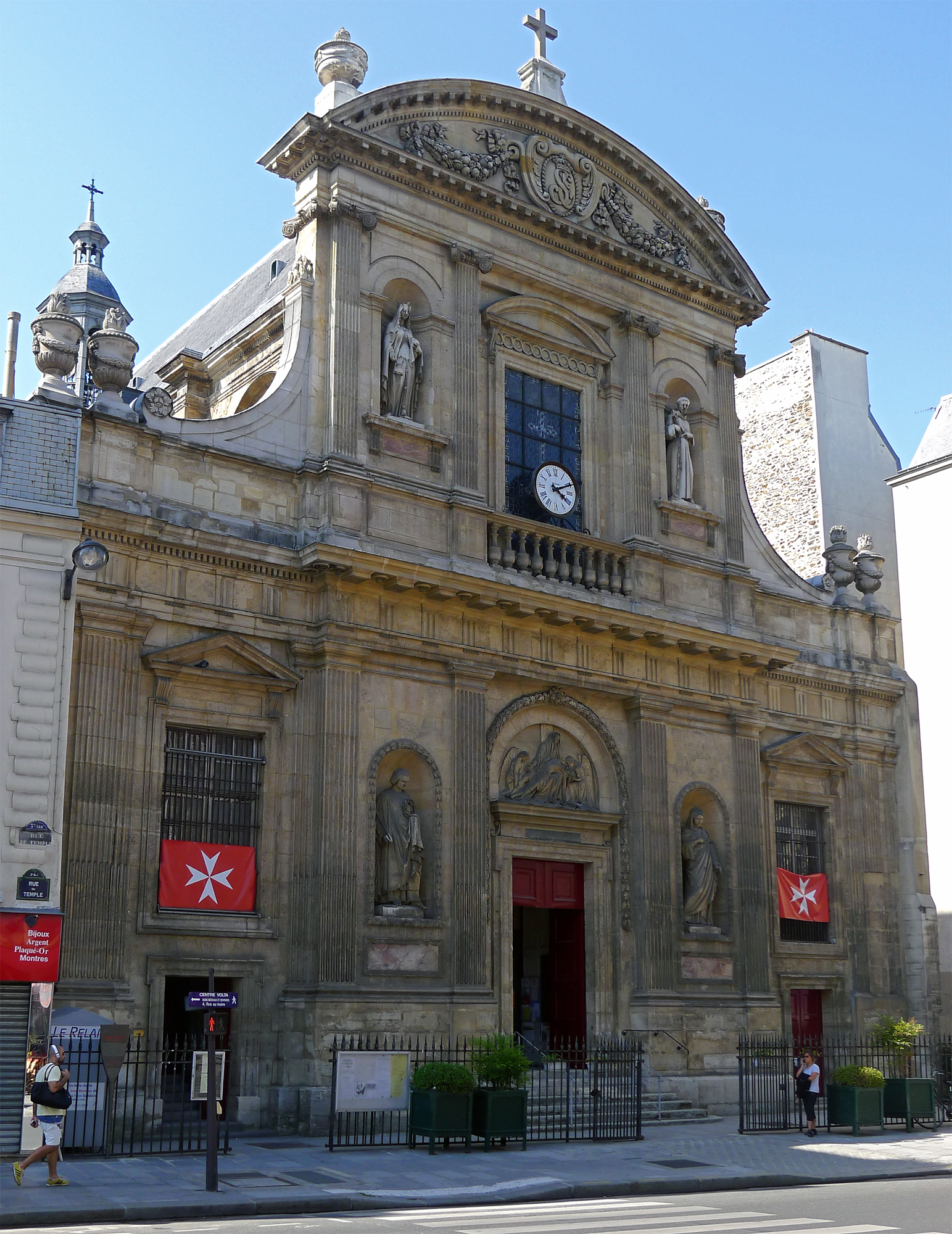
Sainte-Élisabeth-de-Hongrie

- Kirche Sainte-Élisabeth-de-Hongrie